# Tanyproctus armeniacus
Tanyproctus armeniacus är en skalbaggsart som beskrevs av Medvedev 1952. Tanyproctus armeniacus ingår i släktet Tanyproctus och familjen Melolonthidae. Inga underarter finns listade i Catalogue of Life.